# Famosos acometidos por esclerose lateral amiotrófica
Esta é uma lista de personalidades famosas em diversos campos, acometidas por ELA - Esclerose Lateral Amiotrófica - também conhecida como Lou Gehrig's Disease, uma doença neurodegenerativa, ainda sem cura.
| Nome                    | Nacionalidade                               | Ramo ou profissão                                    |
| ----------------------- | ------------------------------------------- | ---------------------------------------------------- |
| Alicinha Cavalcanti     | Brasil                                      | Promotora de eventos                                 |
| Ricky Ribeiro           | Brasil                                      | Administrador, escritor e Criador do Mobilize Brasil |
| Charles Mingus          | Estados Unidos                              | compositor e pianista                                |
| David Niven             | Reino Unido                                 | ator e militar                                       |
| Dieter Dengler          | Alemanha                                    | piloto de aviões militares                           |
| Dmitri Shostakovitch    | União das Repúblicas Socialistas Soviéticas | compositor                                           |
| Don Revie               | Reino Unido                                 | jogador de futebol                                   |
| Eduardo Villas Bôas     | Brasil                                      | general de exército do Exército Brasileiro           |
| Ezzard Charles          | Estados Unidos                              | boxeador                                             |
| Fokko du Cloux          | Países Baixos                               | matemático e cientista da computação                 |
| Jacob Javits            | Estados Unidos                              | procurador-geral e senador                           |
| Jason Becker            | Estados Unidos                              | guitarrista neoclássico                              |
| John Driskell Hopkins   | Estados Unidos                              | cantor e compositor                                  |
| Jon Stone               | Estados Unidos                              | escritor e produtor                                  |
| José Afonso             | Portugal                                    | cantor e compositor                                  |
| Krzysztof Nowak         | Polónia                                     | jogador de futebol                                   |
| Lane Smith              | Estados Unidos                              | ator                                                 |
| Leadbelly               | Estados Unidos                              | músico                                               |
| Lou Gehrig              | Estados Unidos                              | jogador de baseball                                  |
| Mao Tsé-Tung            | China                                       | comunista, líder revolucionário e teórico            |
| Maílson                 | Brasil                                      | ex-jogador de futebol. , se destacou no Bahia.       |
| Mike Porcaro            | Estados Unidos                              | baixista                                             |
| Morrie Schwartz         | Estados Unidos                              | sociólogo                                            |
| Ricardo Piglia          | Argentina                                   | escritor                                             |
| Stanley Sadie           | Reino Unido                                 | crítico de música e editor                           |
| Stephen Hawking         | Reino Unido                                 | cosmólogo, físico e matemático                       |
| Stephen Hillenburg      | Estados Unidos                              | animador e cartunista. Criador de Bob Esponja        |
| Tony Judt               | Reino Unido                                 | escritor, historiador e professor universitário      |
| Washington César Santos | Brasil                                      | jogador de futebol                                   |

## Ligações Externas
The ALS Association